# なかむら摂
なかむら摂（なかむら せつ、1981年10月23日 - ）は、日本のお笑い芸人。お笑いコンビ「おひさまロケット」の元メンバー。本名は中村 摂（なかむら せつ）。
長野県松本市出身。松竹芸能所属。身長161cm、B75cm、W70cm、H90cm。血液型O型。

## 来歴・人物
- 専門学校時代の同級生だった村田真理子と一緒に『オセロの妹分コンテスト』に出場し、最終審査に残って入賞[1]。後に松竹芸能から村田とのコンビ「ふゆ～す」（後に「タン☆バリ〜ン」）としてデビュー、ツッコミ役を務めていた。ふゆ〜す時代には、毎週水曜日の夜にJR阿佐ケ谷駅前で路上ライブも行っていたことがあった。
- ふゆ〜す時代には『プラスワン』（早戸裕、横山周一郎）、『Paradise18GO!!』（鈴木千登世、横溝美友紀）、『すくらんぶる』（中村陽介、太田勝）のそれぞれのコンビと8人組ユニット『ユレるじゅーたん』を組み、中村はリーダーを務めていた。ユレるじゅーたんは毎月第2、第4日曜日に代々木公園などでストリートライブなどを行い、ここでの模様が『ストリートファイターズ』（テレビ朝日）で1度紹介され、その後「ユレるじゅーたん特集」として放送されたことがある[2]。
- 2007年からは、ユレるじゅーたんで一緒だった横溝美友紀とのお笑いコンビ「おひさまロケット」で活動。おひさまロケットは2012年3月いっぱいで横溝が松竹芸能を退社したため活動休止となる。この後、中村自身は芸名表記を「なかむら摂」に変更してピン芸人としての活動に移る[3][4]。
- 学生時代にバスケットボールをやっていた経験がある。趣味はスノーボード[5]。
- 芸能人女子フットサルチーム「蹴竹G」の前キャプテン。背番号は「7」[6]。2009年1月のチーム解散まで所属していた。
- つかみの挨拶に『関節、骨折、中村摂!』などというものがある[7]。
- 特技はバイオリンで[8]、バイオリン歴は15年になる（2008年の時点で）。「ふゆ～す」「タン☆バリ〜ン」時代には、この特技をネタに取り入れていたことがあった。
- 本業の傍ら、女子プロレス団体「アイスリボン」で練習生として参加。しかし、本業が忙しく練習もなかなか進まなかったため、現在は不定期ながらリングアナウンサーとして参戦している[9]。
- 2016年1月1日、結婚・入籍を発表[10]。

## 出演

### テレビ
- 笑撃60!（TBSテレビ） - 「ふゆ～す」として出演
- ふみコミュTV - 「ふゆ～す」「タン☆バリ〜ン」と通してレギュラー出演
- ゲンセキ（TBSテレビ、第33回） - 「ふゆ〜す」として出演
- ストリートファイターズ（テレビ朝日）
- 恋するフットサル（2006年8月19日、フジテレビ）「中村摂ドキュメント」
- ミヤコ蝶々ものがたり（2007年3月15日、テレビ朝日）
- あらびき団（TBSテレビ、2008年6月18日） - おひさまロケットで出演
- 石川さん情報Live リフレッシュ（石川テレビ放送）- 「石川星人・せつ」としてレギュラー出演

### 映画
- せつとクリス
中村主演作品（35分）。2009年6月27日、阿佐谷Loft Aで行われた『許されざる映画祭』において上映された。
中村は売れない女優役、来栖聖樹演じるクリスは売れないミュージシャン役。
他、共演は蛭子直和、細萱麻衣、大島直也（友情出演）、夏葉子（友情出演）、杉浦匠、佐藤多助、中野雄介。
脚本・監督:早川恵介、撮影技術:功刀康久、音楽:手塚幸（上映会場で生演奏）。

おひさまロケット#出演も参照。